# Aidan Gallagher
Aidan Ryan Gallagher (Los Angeles, 2003. szeptember 18. –) amerikai színész, zenész és ENSZ Goodwill nagykövet.
Főszereplőként játszott a Nickelodeon sikersorozatában, a Nicky, Ricky, Dicky & Dawn-ban 2014-től egészen 2018-ig. 2019-ben szintén főszereplőként láthattuk a Netflix saját gyártású sorozatában, Az Esernyő Akadémiában, Ötösként. Aidan 14 évesen lett az ENSZ Godwill nagykövete, így megszerezte a világ legfiatalabb nagykövetének járó címet.

## Élete
Aidan Gallagher 2003. szeptember 18-án született Lauren  és Rob Gallagher egyetlen gyermekeként. Ír felmenői. Karrierjét 9 éves korában kezdte egy kis szereppel, a Modern család című szituációs komédiában. 2014-ben megkapta Nicky szerepét a  Nicky, Ricky, Dicky és Dawn című szituációs komédiában. A sorozat 2018-ig ment a Nickelodeonon. 2019 februárjában jelent meg a Netflix sajátgyártású sikersorozata, a The Umbrella Academy, amiben az egyik főszereplőt játssza, Number Five-ot, azaz Ötöst. A sorozat második évada 2020. július 31-én jött ki.
2016 óta foglalkozik a zenével. Tud zongorán és gitáron játszani. 2018. március 22-én adta ki első saját dalát a Blue Neon-t. Kicsivel később három saját dalt is kiadott, a Miss You-t, Time-ot és a For You-t. 2019-ben megnyerte a International Songwriting Competition, Teen kategóriáját. 2020-ban pedig a 18th Annual Independent Music Awards-on nyert díjat. Szintén 2020-ban lett volna első észak-amerikai és kanadai turnéja, a Blue Neon Tour, ám a járványhelyzet miatt 2021-re tették át a dátumokat. 
Mindössze 14 évesen lett az ENSZ Goodwill nagykövete. Aidan célja, hogy hírességi státusza felhasználásával segítse a világ óceánjainak és fajainak megmentését azáltal, hogy felhívja a figyelmet a kritikus környezeti kérdésekre. 
2015 óta vegán és próbál sokakat arra ösztönözni, hogy kevesebb húst egyenek. 
Kétszer jelölték Nickelodeon Kids’ Choice Awards-ra, 2016-ban és 2017-ben a Kedvenc Férfi Színész kategóriában.

## Filmográfia

### Sorozat
| Év          | Cím                        | Szerep             |
| ----------- | -------------------------- | ------------------ |
| 2019 – 2024 | Az Esernyő Akadémia        | Ötös (Number Five) |
| 2014 – 2018 | Nicky, Ricky, Dicky & Dawn | Nicky Harper       |
| 2013        | Modern család              | Alec               |

### Film
| Év   | Cím                                        | Szerep          |
| ---- | ------------------------------------------ | --------------- |
| 2017 | Nickelodeon's Sizzling Summer Camp Special | beach guy       |
| 2014 | Nickelodeon's Ho Ho Holiday Special        | Aidan Gallagher |
| 2014 | We Make That Lemonade                      | Nicky Harper    |
| 2013 | Jacked Up                                  | Evan            |
| 2013 | You & Me                                   | fiatal David    |

## Fordítás
- Ez a szócikk részben vagy egészben  az   Aidan Gallagher című német Wikipédia-szócikk ezen változatának fordításán alapul.  Az eredeti cikk szerkesztőit annak laptörténete sorolja fel. Ez a jelzés csupán a megfogalmazás eredetét és a szerzői jogokat jelzi, nem szolgál a cikkben szereplő információk forrásmegjelöléseként.